# Companhia Cinematográfica Vera Cruz
A Companhia Cinematográfica Vera Cruz foi um importante estúdio cinematográfico brasileiro que produziu e distribuiu filmes, de 1949 a 1954. Fundada em São Bernardo do Campo pelo produtor italiano Franco Zampari e pelo industrial Francisco Matarazzo Sobrinho, em 4 de novembro de 1949, produziu mais de quarenta longa-metragens.
Atualmente os estúdios estão arrendados para a Rede Bandeirantes.

## História

### Contexto de criação
Após o fim da Segunda Guerra Mundial e da ditadura do Estado Novo, em 1945, São Paulo vivia um momento de efervescência cultural. Revistas de divulgação artística, conferências, seminários e exposições agitavam a vida paulista. No final dos anos 1940 foram inaugurados o Museu de Arte Moderna (MAM) e o Museu de Arte de São Paulo (MASP). Na mesma época, Franco Zampari, empresário de origem italiana, montou uma companhia teatral de alto nível chamado Teatro Brasileiro de Comédia (TBC). Crescia o interesse pelo cinema, enquanto os intelectuais fundavam cineclubes e movimentavam grupos de debates.
Alimentada por empresários paulistas, criou-se então a Vera Cruz, com estúdios de mais de 100 mil metros quadrados que ocupavam o que antes era uma granja da Família Matarazzo.

### O início
Embora possuísse capital para manter a companhia e a administrasse com seriedade, Franco Zampari pouco entendia de cinema; se dava melhor com o teatro. Portanto, chamou o renomado Alberto Cavalcanti, que havia obtido fama e experiência no cinema inglês, para montar a companhia. Ele trouxe dezenas de técnicos estrangeiros, que trabalhavam em um sistema burocrático e complicado, incompatível com o mercado brasileiro. A justificativa era de que não havia profissionais suficientemente capacitados no país, o que afetaria a ambição da empresa em atingir padrões internacionais, realizando um cinema de bases industriais. Depois das custosas primeiras produções, desavenças fizeram Cavalcanti ser demitido do cargo de produtor geral, em 1951. O papel ficou para Fernando de Barros, comerciante português que havia tido experiência com o cinema carioca da época e que também tinha o compromisso de baratear as produções.
Sob a supervisão de Cavalcanti, foram feitos os longas Caiçara e Terra é sempre Terra, e os curtas Painel e Santuário.

### Consagração e Fim das Produções
Durante os três anos seguintes, a empresa chegou ao auge. Alguns de seus filmes circularam no exterior e galgaram prêmios nos mais importantes festivais do mundo, como Cannes e Veneza. O Cangaceiro, por exemplo, faturou 50 milhões de dólares e foi distribuído em mais de 80 países. Contudo, o montante obtido quase não voltava para empresa, já que os filmes eram todos distribuídos pela Columbia Pictures, que comprava as fitas por preços baixos, comparados ao mercado internacional.
Dessa forma, a Vera Cruz mergulhou em um processo de endividamento irreversível, causado por custosas produções - que se tornavam ainda mais caras por atrasos nas filmagens - e o pouco retorno financeiro relacionado diretamente aos problemas de distribuição. Segundo depoimentos, a situação chegou a esse ponto por conta da inexperiência de Zampari, que não estudou o mercado antes de fundar a empresa. Naquela época, a ausência de um sistema próprio de distribuição para filmes brasileiros fazia com que os distribuidores e exibidores ficassem com mais de 60% da arrecadação das produções. Além disso, por conta da alta inflação, preços dos ingressos das salas de cinema eram tabelados, reduzindo seu valor real e a arrecadação. No entanto, para produções estrangeiras, o governo brasileiro pagava a diferença entre o câmbio do dólar oficial e do paralelo, impedindo que houvesse perdas inflacionárias e criando concorrência desigual no mercado.
A empresa também sofria de problemas estruturais. Zampari confiava cargos altos a pessoas incompetentes; dentre muitos casos, se destacam o de seu irmão Carlo, que foi  administrador de produção e pouco entendia do ramo - havia sido comandante da marinha italiana durante a vida -, e do diretor Adolfo Celi, que, embora tenha dirigido peças no Teatro Brasileiro de Comédia, nunca havia tido contato com cinema antes de Caiçara. Também aconteceram casos de corrupção na contabilidade, atrasos de salários e enormes desperdícios de material, principalmente de rolos de filme - item produzido no exterior e de alto valor na época.
Em 1953, para tentar reverter a situação, a diretoria da empresa fez um empréstimo de 100 milhões de cruzeiros, valor considerado exorbitante. Com o montante, a Vera Cruz montou três linhas de produção diversificada: filmes de apelo popular, como A Família Lero-Lero e Candinho, superproduções com pretensão de lançamento no exterior, como O cangaceiro e Sinhá Moça, e filmes de arte voltados ao mercado interno, como Veneno e Apassionata.
A adoção do novo arranjo produtivo não conseguiu, entretanto, salvar a Vera Cruz da falência. No fim de 1954, o Banco do Estado assumiu as ações e tomou conta da companhia, que funcionou produzindo filmes menores até final dos anos 1950.

## Legado
Apesar de ter existido por apenas cinco anos, a Vera Cruz formou uma geração de cineastas e profissionais de cinema. A qualidade técnica e artística de seus filmes marcou uma época e mostrou a viabilidade do cinema brasileiro. Michael Stoll, um dos técnicos de som, fundou o estúdio paulista Álamo, em 1972. Foi na Vera Cruz que despontou Amácio Mazzaropi
, campeão de bilheteria até a década de 1970.
A experiência da Vera Cruz na dificuldade na inserção de filmes no mercado brasileiro e internacional foi importante também para a criação da Embrafilme, em 1969, uma empresa estatal brasileira produtora e distribuidora cinematográfica.
A Companhia Vera Cruz, uma das maiores e mais influentes produtoras de cinema no Brasil nos anos 1950, contou com a participação de muitos atores que, mais tarde, se tornaram nomes célebres do cinema brasileiro. Entre os figurantes que se destacaram, podemos citar o caso de Amácio Mazzaropi. Inicialmente atuando em papéis menores, Mazzaropi se tornou um ícone do cinema popular brasileiro, conhecido por seus filmes que misturavam comédia e drama, e pela criação da sua própria produtora, que levava seu nome
Além do genial Mazzaropi, outros atores que participaram da Vera Cruz e mais tarde se tornaram nomes famosos incluem o diretor Anselmo Duarte, que, além de dirigir, também atuou em produções da companhia, e atores como Jardel Filho e Cacilda Becker, e participações célebres de Alberto Ruschel, Ruth de Souza, Lima Barreto e Moacyr Deriquém que marcaram presença em filmes da produtora.
A Vera Cruz foi essencial para lançar carreiras e para dar ao cinema brasileiro uma visibilidade internacional.

## Produções
Durante os quase cinco anos de funcionamento, a companhia realizou 22 filmes de curta, média e longa-metragem.
Sua primeira produção foi o filme Caiçara, dirigido pelo italiano Adolfo Celi e todo filmado em Ilhabela, litoral de São Paulo, para onde foram deslocados o elenco, a equipe técnica e os pesados equipamentos de filmagem. A produção foi cercada de grande publicidade e teve como protagonista Eliane Lage.
O reconhecimento internacional da Vera Cruz veio com O cangaceiro, premiado no Festival de Cannes. Antes, o diretor Lima Barreto já havia sido premiado, mas por curta-metragens: em 1950, fez Painel e Santuário, sobre as pinturas de Aleijadinho, igualmente premiado em Cannes.

### Administração Atual do Complexo
Os pavilhões da Vera Cruz eram administrados por concessão pela empresa privada Telem, desde 2015. Porém, a municipalidade revogou o contrato de concessão que, originalmente se daria por 30 anos, e retomou a administração do complexo, com a promessa de ser utilizado para produções televisivas e cinematográficas.
Em 2022 a Rede Bandeirantes, após concorrência pública, arrendou o estúdio por 3 anos para seu departamento de entretenimento.

### Lista de filmes da Vera Cruz
| Nome                 | Ano  | Diretor                                  | Gênero                       | Domínio público | Cinemateca |
| -------------------- | ---- | ---------------------------------------- | ---------------------------- | --------------- | ---------- |
| Painel               | 1950 | Lima Barreto                             | Documentário                 | 2021            | Vídeo      |
| Santuário            | 1950 | Lima Barreto                             | Documentário                 | 2021            | Vídeo      |
| Caiçara              | 1950 | Adolfo Celi                              | Drama                        | 2021            | Vídeo      |
| Ângela               | 1951 | Abílio Pereira de Almeida e Tom Payne    | Drama                        | 2022            |            |
| Terra é sempre terra | 1951 | Tom Payne                                | Drama                        | 2022            | Vídeo      |
| Apassionata          | 1952 | Fernando de Barros                       | Drama                        | 2023            | vídeo      |
| Veneno               | 1952 | Gianni Pons                              | Drama                        | 2023            | Vídeo      |
| Tico-tico no Fubá    | 1952 | Adolfo Celi                              | Drama biográfico             | 2023            | Vídeo      |
| Sai da frente        | 1952 | Abílio Pereira de Almeida                | Comédia                      | 2023            | Vídeo      |
| Nadando em Dinheiro  | 1952 | Abílio Pereira de Almeida e Carlos Thiré | Comédia                      | 2023            |            |
| Sinhá Moça           | 1953 | Tom Payne                                | Drama                        | 2024            |            |
| A Família Lero-Lero  | 1953 | Alberto Pieralise e Gustavo Nonnemberg   | Comédia                      | 2024            | vídeo      |
| O Cangaceiro         | 1953 | Lima Barreto                             | Drama                        | 2024            | Vídeo      |
| Uma Pulga na Balança | 1953 | Luciano Salce                            | Drama                        | 2024            |            |
| Esquina da Ilusão    | 1953 | Ruggero Jacobbi                          | Comédia                      | 2024            |            |
| Luz apagada          | 1953 | Carlos Thiré                             | Drama                        | 2024            | Vídeo      |
| Obras Novas          | 1953 | Lima Barreto                             | Documentário sobre o estúdio | 2024            | Vídeo      |
| É Proibido Beijar    | 1954 | Ugo Lombardi                             | Comédia                      | 2025            | Vídeo      |
| Na Senda do Crime    | 1954 | Flaminio Bollini Cerri                   | Policial                     | 2025            | Vídeo      |
| Candinho             | 1954 | Abílio Pereira de Almeida                | Comédia                      | 2025            | Vídeo      |
| Floradas na Serra    | 1954 | Luciano Salce                            | Drama                        | 2025            | Vídeo      |
| São Paulo em Festa   | 1954 | Lima Barreto                             | Documentário                 | 2025            | Vídeo      |

     Domínio público.

## Créditos
AVENTURAS NA HISTÓRIA. São Paulo: Editora Abril, 2003-, mensal. Ed. 76, Hollywood brasileira. p. 44-47.